# Pihla Viitala
Pihla Maria Inkeri Viitala (Helsinki, 30 september 1982) is een Finse actrice.

## Biografie
Viitala volgde haar acteeropleiding aan de Uniarts Helsinki's Theatre Academy. In 2007 kreeg ze haar eerste rol in een speelfilm. Twee jaar later volgde haar eerste hoofdrol in een buitenlandse film: de Engelstalige, IJslandse horrorfilm Reykjavik Whale Watching Massacre. In 2010 ontving ze de European Shooting Star op het Internationaal filmfestival van Berlijn. Het acteerwerk in Kaiken se kestää leverde Viitala een nominatie voor een Jussi op. Voor haar rol in Netflix-serie Karppi (2018) kreeg ze een Kultainen Venla.

## Filmografie (selectie)
| Jaar        | Titel                             | Rol             | Type productie | Opmerkingen     |
| ----------- | --------------------------------- | --------------- | -------------- | --------------- |
| 2007        | Ganes                             | Nina            | Film           |                 |
| 2009        | Reykjavik Whale Watching Massacre | Annette         | Film           |                 |
| 2010        | Paha perhe (Bad Family)           | Annette         | Film           |                 |
| 2012        | Hellfjord                         | Riina           | Miniserie      | 7 afleveringen  |
| 2013        | Hansel and Gretel: Witch Hunters  | Mina            | Film           |                 |
| 2014 - 2016 | Mustat lesket                     | Veera Joentie   | Televisieserie | 24 afleveringen |
| 2015        | Latin Lover                       | Solveig         | Film           |                 |
| 2017        | Kaiken se kestää                  | Marja           | Film           |                 |
| 2018 - 2021 | Karppi (Deadwind)                 | Sofia Karppi    | Televisieserie | 28 afleveringen |
| 2018 - 2023 | Ivalo                             | Marita Kautsalo | Televisieserie | 22 afleveringen |
| 2020        | Cold Courage                      | Mari            | Televisieserie | 8 afleveringen  |